# Lucas Bergvall
Lucas Bergvall, né le 2 février 2006 à Stockholm en Suède, est un footballeur international suédois qui joue au poste de milieu central à Tottenham Hotspur.

## Biographie

### En club

#### IF Brommapojkarna
Né à Stockholm en Suède Lucas Bergvall est formé par l'IF Brommapojkarna. En mars 2021, il fait un essai à la Juventus FC avant de revenir à l'IF Brommapojkarna. C'est avec ce club qu'il fait ses débuts en professionnel, à seulement 15 ans, le 21 novembre 2021, lors d'une rencontre de coupe de Suède contre le Piteå IF. Il entre en jeu et son équipe s'impose par trois buts à un,. Il est alors considéré comme l'un des grands talents du club et plusieurs formations européennes commencent à s'intéresser à lui.

#### Djurgårdens IF
En janvier 2023, Lucas Bergvall rejoint le Djurgårdens IF. Le transfert est annoncé dès le 9 décembre 2022 et il signe un contrat courant jusqu'en décembre 2025,.
Après une première saison complète avec le Djurgårdens IF il attire plusieurs clubs européens de renom comme le FC Barcelone et Tottenham Hotspur.

#### Tottenham Hotspur
Le 2 février 2024, Tottenham Hotspur annonce le transfert de Lucas Bergvall. Le jeune suédois signe un contrat courant jusqu'en juin 2029 et rejoint le club à partir du 1er juillet 2024,.
Il joue son premier match officiel pour les Spurs le 19 août 2024, à l'occasion de la première journée de la saison 2024-2025 de Premier League face à Leicester City. Il entre en jeu et les deux équipes se neutralisent (1-1 score final),.
Le 8 janvier 2025, Lucas Bergvall inscrit son premier but pour Tottenham, à l'occasion d'une demi-finale de coupe de la Ligue anglaise face au Liverpool FC. Titulaire, il marque le but vainqueur de son équipe, le seul de la rencontre,. 

### En sélection
Souvent surclassé avec les équipes de jeunes, Bergvall est appelé à seulement 17 ans avec l'équipe de Suède espoirs en octobre 2023. Il est le premier joueur né en 2006 à être appelé avec cette sélection.
Lucas Bergvall honore sa première sélection avec l'équipe nationale de Suède le 12 janvier 2024 contre l'Estonie. Il entre en jeu et son équipe s'impose par deux buts à un.

## Statistiques

### En club
| Saison                | Club                  | Championnat           | Championnat | Championnat | Championnat | Coupe nationale | Coupe nationale | Coupe nationale | Coupe de la Ligue | Coupe de la Ligue | Coupe de la Ligue | Compétition(s) continentale(s) | Compétition(s) continentale(s) | Compétition(s) continentale(s) | Compétition(s) continentale(s) | Supercoupe de l'UEFA | Supercoupe de l'UEFA | Supercoupe de l'UEFA | Total | Total | Total |
| Saison                | Club                  | Division              | M.          | B.          | P.d.        | M.              | B.              | P.d.            | M.                | B.                | P.d.              | Comp.                          | M.                             | B.                             | P.d.                           | M.                   | B.                   | P.d.                 | M.    | B.    | P.d.  |
| 2021                  | IF Brommapojkarna     | Allsvenskan           | 1           | 0           | 0           | -               | -               | -               | -                 | -                 | -                 | -                              | -                              | -                              | -                              | -                    | -                    | -                    | 1     | 0     | 0     |
| 2022                  | IF Brommapojkarna     | Allsvenskan           | 11          | 1           | 1           | -               | -               | -               | -                 | -                 | -                 | -                              | -                              | -                              | -                              | -                    | -                    | -                    | 11    | 1     | 1     |
| Sous-total            | Sous-total            | Sous-total            | 12          | 1           | 1           | -               | -               | -               | -                 | -                 | -                 | -                              | -                              | -                              | -                              | -                    | -                    | -                    | 12    | 1     | 1     |
| 2023                  | Djurgårdens IF        | Allsvenskan           | 25          | 2           | 0           | 3               | 1               | 0               | -                 | -                 | -                 | -                              | -                              | -                              | -                              | -                    | -                    | -                    | 28    | 3     | 0     |
| 2024                  | Djurgårdens IF        | Allsvenskan           | 12          | 3           | 2           | 6               | 3               | 0               | -                 | -                 | -                 | C4                             | 1                              | 0                              | 0                              | -                    | -                    | -                    | 19    | 6     | 2     |
| Sous-total            | Sous-total            | Sous-total            | 37          | 5           | 2           | 9               | 4               | 0               | -                 | -                 | -                 | -                              | 1                              | 0                              | 0                              | -                    | -                    | -                    | 47    | 9     | 2     |
| 2024-2025             | Tottenham Hotspur     | Premier League        | 27          | 0           | 1           | 2               | 0               | 0               | 4                 | 1                 | 0                 | C3                             | 12                             | 0                              | 0                              | -                    | -                    | -                    | 45    | 1     | 1     |
| 2025-2026             | Tottenham Hotspur     | Premier League        | 1           | 0           | 0           | 0               | 0               | 0               | 0                 | 1                 | 0                 | C1                             | 0                              | 0                              | 0                              | 1                    | 0                    | 0                    | 2     | 1     | 0     |
| Sous-total            | Sous-total            | Sous-total            | 28          | 0           | 1           | 2               | 0               | 0               | 4                 | 1                 | 0                 | -                              | 12                             | 0                              | 0                              | 1                    | 0                    | 0                    | 47    | 1     | 1     |
| Total sur la carrière | Total sur la carrière | Total sur la carrière | 77          | 6           | 4           | 11              | 4               | 0               | 34                | 1                 | 0                 | -                              | 13                             | 0                              | 0                              | 1                    | 0                    | 0                    | 136   | 11    | 4     |

### En sélection nationale
| Saison                | Sélection             | Phases finales        | Phases finales | Phases finales | Éliminatoires | Éliminatoires | ligue des nations | ligue des nations | Matchs amicaux | Matchs amicaux | Total | Total |
| Saison                | Sélection             | Compétition           | M              | B              | M             | B             | M                 | B                 | M              | B              | M     | B     |
| --------------------- | --------------------- | --------------------- | -------------- | -------------- | ------------- | ------------- | ----------------- | ----------------- | -------------- | -------------- | ----- | ----- |
| 2023-2024             | Suède                 | -                     | -              | -              | -             | -             | -                 | -                 | 1              | 0              | 1     | 0     |
| 2024-2025             | Suède                 | -                     | -              | -              | -             | -             | 3                 | 0                 | -              | -              | 3     | 0     |
| Total sur la carrière | Total sur la carrière | Total sur la carrière | -              | -              | -             | -             | 3                 | 0                 | 1              | 0              | 4     | 0     |

## Vie privée
Lucas Bergvall est le frère de Theo Bergvall (en), lui aussi footballeur professionnel.